# Argopecten irradians
Argopecten irradians is een tweekleppigensoort uit de familie van de Pectinidae. De wetenschappelijke naam van de soort werd in 1819 voor het eerst geldig gepubliceerd door Jean-Baptiste de Lamarck.
Rechter en linker klep van hetzelfde exemplaar:

Rechter klep
Linker klep